# لوك ميرفي
لوك ميرفي (بالإنجليزية: Luke Murphy)‏ (21 أكتوبر 1989 المملكة المتحدة - ) هو لاعب كرة قدم بريطاني يلعب كلاعب وسط.

## روابط خارجية
- لوك ميرفي على موقع قاعدة بيانات كرة القدم.إي يو (الإنجليزية)
- لوك ميرفي على موقع Soccerbase.com (لاعب) (الإنجليزية)
- لوك ميرفي على موقع Soccerway.com (الإنجليزية)